# Mountain View County
Das Mountain View  County ist einer der 63 „municipal districts“ in Alberta, Kanada. Der Verwaltungsbezirk gehört zur „Census Division 6“ und ist er Teil der Region Zentral-Alberta. Der Bezirk als solches wurde zum 9. Dezember 1912 eingerichtet (incorporated als „Improvement District No. 58“) und sein Verwaltungssitz befindet sich nordnordöstlich der Kleinstadt Didsbury am Alberta Highway 2A am Olds-Didsbury Airport.
Der Verwaltungsbezirk ist für die kommunale Selbstverwaltung in den ländlichen Gebieten sowie den nicht rechtsfähigen Gemeinden, wie Dörfern und Weilern und ähnlichem, zuständig. Für die Verwaltung der Kleinstädte (englisch Town) in seinen Gebietsgrenzen ist er nicht zuständig.

## Lage
Der „Municipal District“ liegt im zentralen Westen der kanadischen Provinz Alberta, zwischen Calgary und Edmonton. Der Bezirk wird vom Red Deer River sowie dem James River und dem Little Red Deer River durchflossen. 
Die Hauptverkehrsachsen des Bezirks sind die in Nord-Süd-Richtung verlaufenden Alberta Highway 2 und Alberta Highway 22 sowie der in Ost-West-Richtung verlaufende Alberta Highway 27.
Es befindet sich keiner der Provincial Parks in Alberta im Bezirk.
| Clearwater County                   | Red Deer County                             |                 |
|                                     | Kompassrose, die auf Nachbargemeinden zeigt | Kneehill County |
| Municipal District of Bighorn No. 8 | Rocky View County                           |                 |

## Bevölkerung
| Jahr | Erhebung          | Einwohner | Änderung | Fläche (km²) | Bev.-dichte (EW/km²) |
| ---- | ----------------- | --------- | -------- | ------------ | -------------------- |
| 2016 | Volkszählung 2016 | 13.074    | + 5,8 %  | 3.782,64     | 3,5                  |
| 2011 | Volkszählung 2011 | 12.359    | + 0,4 %  | 3.779,34     | 3,3                  |

## Gemeinden und Ortschaften
Folgende Gemeinden liegen innerhalb der Grenzen des Verwaltungsbezirks:
- Stadt (City): keine
- Kleinstadt (Town): Carstairs, Didsbury, Olds, Sundre
- Dorf (Village): Cremona
- Weiler (Hamlet): keine

Außerdem bestehen noch weitere, noch kleinere Ansiedlungen und zahlreiche Einzelgehöfte, sowie ein Sommerdorf. Weiterhin liegen im Bezirk auch mehrere Kolonien der Hutterer.